# Great Addington
Great Addington est un village et une paroisse civile du Northamptonshire, en Angleterre. Il est situé dans l'est du comté, sur les berges de la Nene, à 8 km à l'est de la ville de Kettering. Le village de Little Addington est situé juste au sud de Great Addington. Administrativement, il relève de l'autorité unitaire du North Northamptonshire. Au recensement de 2011, la paroisse de Great Addington, qui comprend également le hameau voisin de Slipton, comptait 327 habitants.